# Kharij
Kharij è un film del 1982 diretto Mrinal Sen, vincitore del Premio della giuria al Festival di Cannes.

## Riconoscimenti
- Festival di Cannes 1983: Premio della giuria
- Seminci 1983: Espiga de oro per il miglior film